# Berville-sur-Seine
Berville-sur-Seine là một xã thuộc tỉnh Seine-Maritime trong vùng Normandie miền bắc nước Pháp.

## Dân số
| Năm | 1962 | 1968 | 1975 | 1982 | 1990 | 1999 | 2006 |
| --- | ---- | ---- | ---- | ---- | ---- | ---- | ---- |
| Dân số | 255  | 277  | 305  | 486  | 478  | 552  | 556  |
| From the year 1962 on: No double counting—residents of multiple communes (e.g. students and military personnel) are counted only once. |      |      |      |      |      |      |      |